# 越中八尾温泉
越中八尾温泉（えっちゅうやつおおんせん）は、富山県富山市八尾町高熊にかつて存在していた温泉（塩化物泉）。

## 概要
1852年（嘉永5年）または1855年（安政元年）の夏、富山藩主前田利保が下の茗温泉へ湯泊に向かう途中、休憩地の高熊で鳥屋に湧き出る清水を村人から差し出した清水を飲んだことから、この水を山吹の清水と命名した。
1878年（明治11年）、八尾町西町の老尼が高隅観音のお告げを信じて山吹の清水を飲用したところ、聞こえなくなっていた耳が全快したのをきっかけに開湯を望む声が高まり、1880年（明治13年）、高熊鉱泉として開湯。名称は所在地の地名からとられた。
1974年（昭和49年）、角間地区をボーリングすると、温泉が湧出。1977年には、宿でもボーリングを行い、地下1,000mで42.6℃の湯脈に出合った。これを機に近代的ホテルが新築されることになり、1977年（昭和52年）10月1日に『おわら観光ホテル』としてオープンした。旧高熊鉱泉を買収し、同年春に旧館の一部を取り壊して、鉄筋コンクリート造り地下1階、地上3階建て、延床面積1,960m2の新館を新築した。工費は2億7千万円。裏山の観音滝の真下に露天風呂が設置され（石は県外産で最大で15t）、予約客に対してはおわら保存会が出張して越中おわら節を上演していた。
後に『おわら観光リゾートホテル』に改称し、2002年（平成14年）に旧社の事業を引き継ぐ形で会員制ホテルとして設立するが、2013年（平成25年）6月4日までに富山地方裁判所に民事再生法の適用を申請。負債総額は数億円であった。
現在は1軒宿の『おわらビューホテル』のみが存在するが、温泉施設は存在しない。